# Le Tonnant (S 614)
El Le Tonnant (S 614) de la Marina francesa fue un submarino nuclear de la clase Le Redoutable en servicio de 1980 a 1999.

## Historial

### Diseño y construcción
Le Tonnant fue depositado en 19 de octubre de 1974. Lanzado el 17 de septiembre de 1977, entra en servicio el 3 de abril de 1980 convirtiéndolo en el quinto buque de clase Le Redoutable. Formó parte del FOST durante 19 años.
El primer ministro, Pierre Mauroy, pasó allí dos noches y un día del miércoles 11 al viernes 13 de noviembre de 1981, durante una visita a las instalaciones de la Fuerza Oceánica Estratégica (FOST) en Île Longue.

### Rediseño de M4
Desde el 1 de febrero de 1985 a abril de 1987 o hasta el 19 de octubre de 1987, se sometió a una revisión, denominada "revisión M4", realizada en Cherburgo, que consistió principalmente en la instalación de un nuevo sistema de armas, el M-4.

### Accidente
El 14 de mayo de 1987 se observó un boquete en el macizo de Le Tonnant, la puerta y las bisagras han sido arrancadas y el casco fue abollado. El accidente se atribuye a un cardumen de cetáceos, pero la fecha corresponde al accidente del arrastrero Concarneau La Jonque, que se hundió en cuerpo y alma ese mismo día frente a Ouessant.

### Ejercicios de Rescate Submarino
Le Tonnant participó en julio de 1994 y mayo de 1999 en los ejercicios Pilou frente a Brest, que consistieron en simular el rescate de la tripulación de un submarino en peligro, utilizando un pequeño submarino de rescate, un DSRV de la clase Mystic, perteneciente a la Armada de los Estados Unidos. Sirve como portaaviones para el DSRV que amarra al submarino de clase "Bévéziers" Agosta.

### Desarme
Este submarino es dado de baja el 16 de diciembre de 1999, con motivo de la paulatina sustitución de antiguos submarinos por nuevos de nueva generación, de la clase Le Triomphant. Luego se reduce al estado simple de un casco renombrado y espera el desguace en Cherburgo.

### Desguace
La Dirección General de Armamento (DGA) inicia en octubre de 2016 el programa de desguace de este submarino, con los de la clase Le Redoutable.
Después de dos años de preparación de las instalaciones de Cherburgo, Le Tonnant es el primer submarino de su clase en ser desmantelado. La operación comenzó el 11 de septiembre de 2018 y duró 18 meses. Fue realizado por Naval Group, con el apoyo de Veolia (para reciclaje ) y Neom, filial de Vinci (para retirada de amianto ). Se recicló casi el 87% de la masa del submarino, incluidas 1.500 toneladas de acero especial, 2.000 toneladas de acero ferroso, 1.000 toneladas de acero no ferroso, cobre y acero inoxidable, y 800 toneladas de plomo. La masa de residuos de amianto se estima en 210 toneladas. La operación de desguace se completó en marzo de 2020.